# Home Rule League
La Home Rule League (1873–1882), en català Lliga del Govern Local, també anomenada Home Rule Party (en català Partit del Govern Local) o Home Rule Confederation (Confederació del Govern Local), va ser un partit polític favorable al govern local (Home Rule) per Irlanda, aleshores part del Regne Unit de la Gran Bretanya i Irlanda, i que fou l'antecessor del Partit Parlamentari Irlandès.

## Història
La Home Rule League va néixer de la Home Government Association, un grup de pressió aparegut el 1870, liderat per Isaac Butt, advocat dublinès que havia estat el líder conservador irlandès, però que s'havia convertit en un fervent nacionalista irlandès. El 18–21 de novembre de 1873, l'antiga associació es va reconstituir com un autèntic partit polític, la Home Rule League, i en les eleccions generals de 1874 va aconseguir 59 escons. Tot i així, en aquest període no es tractava d'un partit cohesionat, sinó una confluència de polítics partidaris del govern local. Per aquest motiu, el partit es va fragmentar ben aviat. Hi havia polítics provinents de l'aristocràcia irlandesa o de la burgesia propera a l'Església d'Irlanda; ex-membres del Partit Liberal, com ara John Gray; i d'altes de més radicals, agrupats al voltant dels parlamentaris Joseph Biggar i Charles Stewart Parnell. Aquesta ala més radical va iniciar una tàctica de filibusterisme parlamentari, obstruint la tasca parlamentària, avergonyint Butt i frustrant la feina dels successius governs britànics.
Després de la mort de Butt, el 1879, William Shaw va passar a ser el director (líder) d'una sessió parlamentària. El 1880, no obstant, Parnell dou elegit com el nou director del partit, i a les eleccions generals de 1880 el partit va aconseguir augmentar els seus escons. El 1882, en un moviment per passar de ser una simple aliança a esdevenir un autènctic partit cohesionat, el moviment partidari de Parnell va reanomenar-se com a Partit Parlamentari Irlandès, amb l'objectiu d'assolir el Home Rule (govern local). El partit, liderat per Parnell, que era protestant, es convertí en més radical, de classe mitjana i catòlic. Va aconseguir arraconar, tot i que no del tot, els seus altres rivals polítics, principalment els partits Liberal i Conservador.

## Líders del partit (1873–1882)
- Isaac Butt 1873–1879
- William Shaw 1879–1880
- Charles Stewart Parnell 1880–1882